# Marcin Kostyra
Marcin Kostyra – polski tangsudoka, prekursor tego stylu w Polsce.

## Tang Soo Do
Prekursor i popularyzator nowej w Polsce sztuki walki Tang Soo Do (tang su do). Jest pierwszym Polakiem, który zdał wszystkie egzaminy na czarne pasy w Polsce - od I do III dan. Na I dan - 11 lipca 2005, II dan - 15 lipca 2007 i na III dan 17 października 2009, 4 października 2013 zdaje egzamin na stopień mistrzowski (IV dan) w Tang Soo Do. Posiada również I dan w kickboxingu i honorowy III dan w UFR. W 2007 roku założył Polską Federację Tang Soo Do, w której od początku pełni funkcje Prezesa Zarządu i Szefa Instruktorów Cheezic Tang Soo Do Federation. Jest pomysłodawcą i organizatorem Tang Soo Do World Cup (Mistrzostw Świata Cheezic Tang Soo Do Federation) - 17/18.10.2009. Jest też założycielem i wiceprezesem Klubu Sportowego Centrum Tang Soo Do Puławy oraz głównym trenerem w tym klubie w latach 2002-2009. Jako trener wychował wielu Mistrzów Polski i Świata w Tang Soo Do, taekwondo (PUT), kickboxingu. Jego uczniowie byli powoływaniu do Kadry Narodowej Polskiego Związku Kickboxingu.
Posiada czarny pas w kickboxingu, honorowy czarny pas w Voievod (2 dan) oraz uprawnienia instruktora sportu w specjalności kickboxing.

## Wykształcenie
Filozof i pedagog resocjalizacyjny, nauczyciel etyki w LO i wychowawca w placówkach resocjalizacyjnych.

## Teatr
Jest autorem scenariusz teatralnych dla Teatru Moralnego Niepokoju. Pisze głównie sztuki z przesłaniem wychowawczo-etycznym na potrzeby resocjalizacji.